# 各務郡
各務郡（日语：／ Kakami gun */?）是日本美濃國及岐阜縣轄下的一个郡，下辖20村，已於1896年4月18日因與厚見郡、方縣郡合併為稻葉郡而廢除郡建置。

## 沿革
- 明治二十二年（1889年）7月1日 町村制實行（20村）
  - 那加村 （那加町 → 各務原市）
  - 上戸村、大野村、小佐野村、三井村 （更木村 → 稻羽町 → 各務原市）
  - 前渡村、若宮村 （前宮村 → 稻羽町 → 各務原市）
  - 鵜沼村、各務村、須衛村 （鵜沼町 → 各務原市）
  - 伊飛島村、和合村、大宮村、古市場村、持田村、三柿野村 （蘇原町 → 各務原市）
  - 岩田村、岩瀧村 （岩村 → 岐阜市）
  - 芥見村、大洞村 （芥見村 → 岐阜市）
- 明治二十九年（1896年）4月18日 與厚見郡、方縣郡的一部分合併為稻葉郡。